# TT411
La tombe thébaine TT 411 est située à El-Assasif, dans la nécropole thébaine, sur la rive ouest du Nil, face à Louxor en Égypte.
C'est la tombe de Psamtek, dont la profession n'est pas connue. La tombe date de la période saïte, et est construite sur la tombe d'Intef (Moyen Empire).
La tombe a été réutilisée pendant la période ptolémaïque. Les découvertes de cette période comprennent une table d'offrandes d'un prêtre nommé Âapekhti.